# Sant Pere d'Eixalada
Sant Pere d'Eixalada, o de Serola, o de les Graus és una antiga església del terme comunal de Canavelles, de la comarca del Conflent.
Està situada al sud-oest del poble de Canavelles, en el Solà de les Graus. És a prop a llevant del Castell de Serola, o de s'Erola.

## Història
L'església és esmentada el 871 en un precepte de Carles el Calb on s'esmenten les esglésies que eren propietat de Sant Andreu d'Eixalada. Després del 879, any en què l'aiguat de la Tet s'endugué aquell monestir, consta com a possessió de Sant Miquel de Cuixà.

## L'edifici

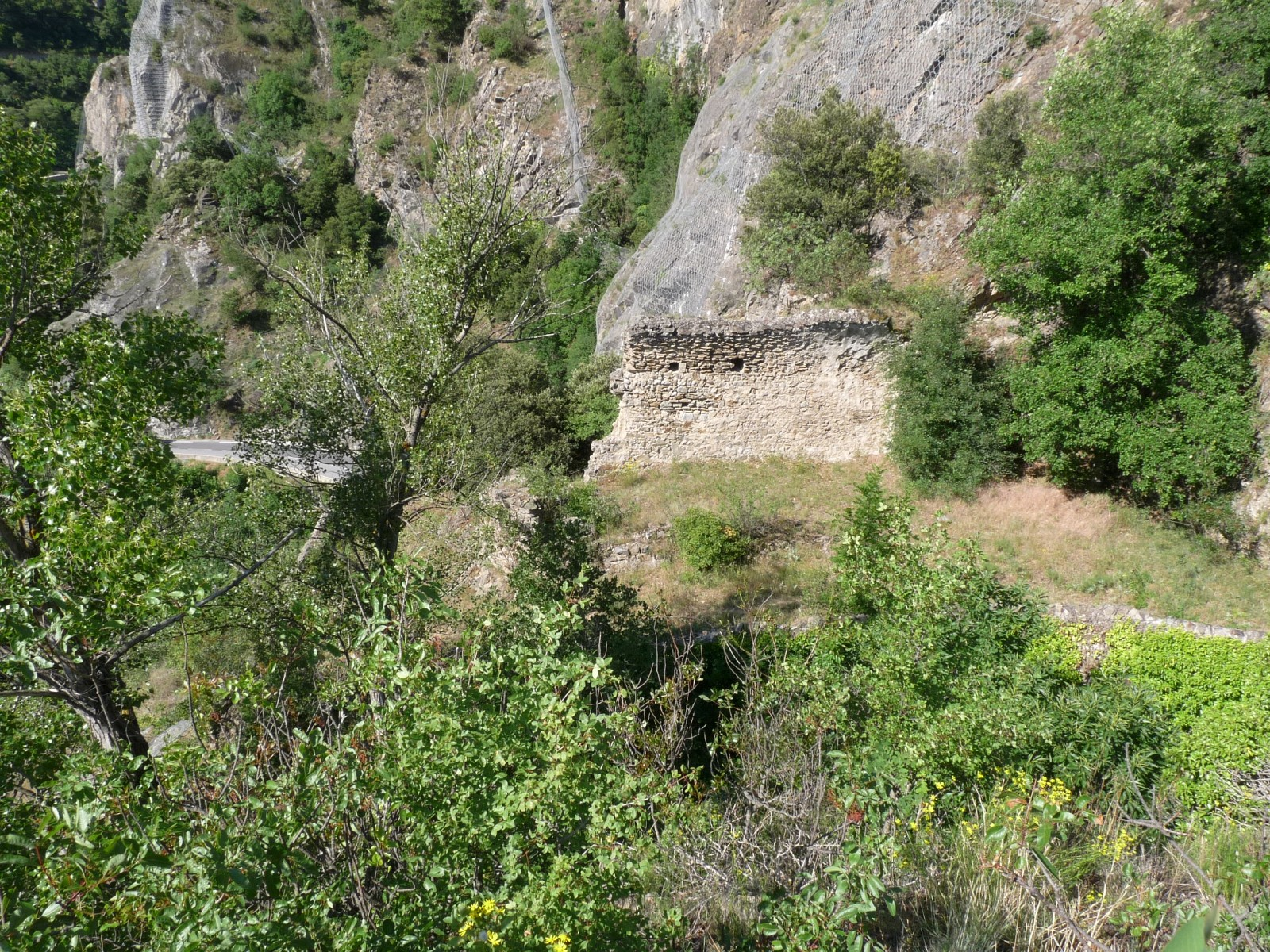
Restes de l'església

Actualment només se'n conserva la base l'absis i part de la façana meridional, amb un tros de l'angle sud-oest. S`hi pot observar un fragment de l'arrencada de la volta. Feta amb un aparell rústic, els especialistes hi reconeixen una reconstrucció del segle xii d'una església preromànica.